# Ben Bartch
Ben Bartch (22 luglio 1998) è un giocatore di football americano statunitense che milita nel ruolo di offensive tackle per i San Francisco 49ers della National Football League (NFL).

## Carriera

### Jacksonville Jaguars
Bartch al college giocò a football alla Saint John's University dal 2016 al 2019. Fu scelto nel corso del quarto giro (116º assoluto) del Draft NFL 2020 dai Jacksonville Jaguars. Fu il primo giocatore di Saint John's scelto dal 1974 e il primo  della Division III in cinque anni. Debuttò nella settimana 1 contro gli Indianapolis Colts, giocando 5 snap negli special team. La sua stagione da rookie si concluse con 13 presenze, di cui una come titolare.

### San Francisco 49ers
Il 21 novembre 2023 Bartch firmò con il roster attivo dei San Francisco 49ers dalla squadra di allenamento dei Jaguars.

## Palmarès
- National Football Conference Championship: 1

San Francisco 49ers: 2023